# Temporada 2010 de la Copa FIA de Energías Alternativas
La temporada 2010 fue la 4.ª edición de la Copa FIA de Energías Alternativas, organizada por la Federación Internacional del Automóvil y reservada a los vehículos impulsados por motores ecológicos. Contó con diez pruebas, empezando en el Rallye Monte Carlo.
El francés Raymond Durand ganó el campeonato de pilotos por segunda vez y Toyota el de constructores por cuarta vez.

## Calendario
| Fecha                    | Carrera                                    | Ganador                 | Regularidad              | Consumo           |
| ------------------------ | ------------------------------------------ | ----------------------- | ------------------------ | ----------------- |
| 25 de marzo de 2010      | 4e Rallye Montecarlo                       | Luis Murguia            | Raphaël Van der Straeten | Yannick Rondeau   |
| 5 de mayo de 2010        | Clean Week 2020, Zolder                    | Raymond Durand          | Raphaël Van der Straeten | Raymond Durand    |
| 29 de mayo de 2010       | Aria Nuova, Monza                          | Vincenzo Di Bella       | Guido Guerrini           | Pier Luigi Berna  |
| 17 de julio de 2010      | II Eco Rallye Vasco Navarro, Vitoria       | Txema Foronda           | Jesús Echave             | Ander Aramburu    |
| 12 de agosto de 2010     | Rally Reykjavik, Reikiavik                 | Raymond Durand          | Raymond Durand           | Raymond Durand    |
| 28 de agosto de 2010     | Daniel Bonara Cup, Franciacorta            | Vincenzo Di Bella       | Guido Guerrini           | Vincenzo Di Bella |
| 17 de septiembre de 2010 | 4th High-Tech Ecomobility Rally, Atenas    | Miltiadis Tsoskounoglou | Constantinos Lambouras   | Raymond Durand    |
| 1 de octubre de 2010     | Rallye Énergie Alternative, Montreal       | Max Caron               | Martyn Ouellet           | Maxime Dubois     |
| 9 de octubre de 2010     | Green Prix Eco Targa, Palermo              | Massimo Liverani        | Marcello De Simone       | Massimo Liverani  |
| 22 de octubre de 2010    | 5° Ecorally San Marino-Ciudad del Vaticano | Massimo Liverani        | Stefano Pezzi            | Jesús Echave      |

## Clasificación de pilotos
| Puntos | Pilotos |
| ------ | --- |
| 64     | Raymond Durand |
| 52     | Vincenzo Di Bella |
| 48     | Jesús Echave |
| 43     | Massimo Liverani |
| 31     | Guido Guerrini |
| 20     | Txema Foronda, Miltiadis Tsoskounoglou                                                                                            |
| 17     | Massimiliano Sorghi |
| 16     | Kristjan Einar |
| 14     | Raphael Van Der Straeten |
| 12     | Hronn Bjarkar Hardardottir, Gaizka Lazarobaster, Constantinos Lambouras                                                           |
| 10     | Luis Murguia, Maykel Del Cyd, Gunnar Pall Palsson, Roberto Uriarte, Dimitrios Malathritis, Filippo Mulé, Max Caron, Stefano Pezzi |
| 8      | Pascale De Ravet, Marcello De Simone, Luck Mervil                                                                                 |
| 6      | Bernard Hostein, Nikos Pomonis, Gianfranco Mavaro                                                                                 |
| 5      | Leo Van Hoorick, Pierluigi Berna, Éric Bernier-Meunier                                                                            |
| 4      | Marc Nelles, Christophe Ponset, Adrian Oiarbide, Viassios Koutsoukos, Salvatore Riolo, Martyn Ouellet, Caterina Zonzini           |
| 3      | Maxime Dubois |
| 2      | Thyas Genbrugge, Mario Montanucci, Juan Echaide, Manthos Kallios, Martin D'Anjou, Sonia Ielo                                      |
| 1      | Gerard Fourcade, Giulio Guerrini, Radames Preo, Robin Desmeules                                                                   |